# Dipinti di Zinaida Serebrjakova
Questa pagina è una lista non esaustiva delle opere pittoriche realizzate dall'artista russa Zinaida Serebrjakova (1884-1967). Le opere dall'attribuzione incerta o controversa sono evidenziate in grigio chiaro, e le date incerte in grigio scuro. 

## Elenco
| Data       | Immagine                                                  | Titolo                                                        | Tecnica e dimensioni                                                  | Collezione                                                     |
| ---------- | --------------------------------------------------------- | ------------------------------------------------------------- | --------------------------------------------------------------------- | -------------------------------------------------------------- |
| 1890-1910  |                                                           | Pejzaž v Bobyl'ske                                            | Olio su tela 37,8 × 53 ПДМБ 192-ж</ center>                           | Museo statale, Peterhof, San Pietroburgo                       |
| XX secolo  |                                                           | Pered zavtrakom                                               | Olio su tela 142 × 92 Ж 1796                                          | Museo di Belle Arti, Arcangelo                                 |
| XX secolo  |                                                           | Portret devočki Tani                                          | Olio su tela 62,5 × 49,5 ЧХГ-РЖ-45                                    | Museo d'arte, Čajkovskij                                       |
| XX secolo  |                                                           | Pejzaž                                                        | Olio su tela 50 × 50 ЧХГ-РЖ-46                                        | Museo d'arte, Čajkovskij                                       |
| 1901       |                                                           | Zanavešennoe okno                                             | Biacca, acquerello e tempera su carta 17,2 × 15,4 ПДМБ 125-ж          | Museo statale, Peterhof, San Pietroburgo                       |
| 1902       |                                                           | Krest'janin                                                   | Tempera e matita su carta 25,8 × 20,8 ПДМБ 135-ж                      | Museo statale, Peterhof, San Pietroburgo                       |
| 1906       |                                                           | Autoritratto                                                  | Tempera su carta 28,9 × 17,5 ПДМБ 166-ж                               | Museo statale, Peterhof, San Pietroburgo                       |
| 1907       |                                                           | Portret njani. Daša                                           | Olio su tela 74 × 56 Ж-3                                              | Museo d'arte, Taganrog                                         |
| 1907       |                                                           | Farforovye mal'čiki                                           | Tempera e biacca su carta 14,8 × 21,9 ПДМБ 122-ж                      | Museo statale, Peterhof, San Pietroburgo                       |
| 1908       |                                                           | Zelenja osen'ju                                               | Guazzo su cartone 43,4 × 45 3867                                      | Galleria Tret'jakov, Mosca                                     |
| 1908       |                                                           | Krest'janka va krasnom sarafane                               | Olio su tela 76 × 60 Ж-63                                             | Museo di Belle Arti, Iževsk                                    |
| 1909       |                                                           | Alla toletta                                                  | Olio su cartone, 75,2 × 65,5 Инв.3868                                 | Galleria Tret'jakov, Mosca                                     |
| 1909       |                                                           | Šura Serebrjakov v Neskučnom                                  | Tempera su carta 38,3 × 45,4 ПДМБ 190-ж                               | Museo statale, Peterhof, San Pietroburgo                       |
| Anni 1910  |                                                           | Krest'janskaja devuška                                        | Olio su tela 37 × 36 Ж-1314                                           | Museo-riserva statale, Vladimir                                |
| Anni 1910  |                                                           | Zakat                                                         | Tempera su carta 44,7 × 56 Ж-12138                                    | Museo russo, San Pietroburgo                                   |
| 1910       |                                                           | Portret Ol'gi Konstantinovny Lansere                          | Olio su tela 69 × 61                                                  | Collezione privata                                             |
| 1910       |                                                           | Okno                                                          | Guazzo su carta 40 × 30                                               | Collezione privata                                             |
| 1910       |                                                           | Portret Borisa Anatol'eviča Serebrjakova                      | Olio su tela 73,5 × 63 ПДМБ 174-ж                                     | Museo statale, Peterhof, San Pietroburgo                       |
| 1910       |                                                           | Ženja i Šura na kryl'ce v Neskučnom                           | Tempera su carta 43 × 41,5 ПДМБ 170-ж                                 | Museo statale, Peterhof, San Pietroburgo                       |
| 1910       |                                                           | Naturščica                                                    | Olio su tela 73,0 × 88,0 ПДМБ 176-ж                                   | Museo statale, Peterhof, San Pietroburgo                       |
| 1911       |                                                           | Avtoportret v šarfe                                           | Acquerello e tempera su carta 36 × 26                                 | Museo Puškin delle belle arti, Mosca                           |
| 1911       |                                                           | Pejzaž v pekoj                                                | Olio su tela 77,0 × 76,0 Ж 488                                        | Museo statale d'arte del territorio dell'Altaj, Barnaul        |
| 1911       |                                                           | La bagnante                                                   | Olio su tela 42,5 × 48,5 ПДМБ 177-ж                                   | Museo statale, Peterhof, San Pietroburgo                       |
| 1911       |                                                           | P'ero (Avtoportret v kostjume P'ero)                          | Olio su tela 71 × 58                                                  | Museo di belle arti, Odessa                                    |
| 1911       |                                                           | Devuška so svečoj. Avtoportret                                | Olio su tela 72 × 58 Ж-1902                                           | Museo russo, San Pietroburgo                                   |
| 1912       |                                                           | Kormilica s rebenkom                                          | Olio su tela 86,5 × 66,8 Ж — 1419                                     | Museo statale d'arte, Nižnij Novgorod                          |
| 1912       |                                                           | Na lugu. Neskučnoe                                            | Olio su tela 62,5 × 84,3 НГХМ-Ж — 1236                                | Museo statale d'arte, Nižnij Novgorod                          |
| 1913       |                                                           | Il bagno                                                      | >Olio su tela 135 × 174 Ж-1907                                        | Museo russo, San Pietroburgo                                   |
| 1913       | Boris Serebryakov by Z.Serebryakova (1913, priv.coll).jpg | Ritratto di Boris Serebrjakov                                 | Olio su tela 87 × 74                                                  | Collezione privata                                             |
| 1913       |                                                           | Krest'janka v kvasnikom (Pelageja Molčanova)                  | Olio su tela Ж — 1420                                                 | Museo statale d'arte, Nižnij Novgorod                          |
| 1914       |                                                           | El'                                                           | Tempera su carta 49,0 × 37,5 Ж 481                                    | Museo statale d'arte del territorio dell'Altaj, Barnaul        |
| 1914       |                                                           | Za zavtrakom                                                  | Olio su tela 88,5 × 107                                               | Galleria Tret'jakov, Mosca                                     |
| 1915       |                                                           | V kačalke                                                     | Acquerello su carta 59,5 × 44,5 Ж-707                                 | Museo regionale d'arte intitolato a F. A. Kovalenko, Krasnodar |
| 1915       |                                                           | Žatva                                                         | >Olio su tela 142 × 177 Ж-518                                         | Museo di belle arti, Odessa                                    |
| 1916-1917  |                                                           | Diana i Akteon                                                | Olio su tela 70 × 102                                                 | Museo russo, San Pietroburgo                                   |
| 1917       |                                                           | Tata i Katja Serebrjakovy                                     | Olio su tela 71 × 77,2 Ж-2511                                         | Galleria d'arte statale Primorskaja, Vladivostok               |
| 1917       |                                                           | Portret Marii Georgievny Napravnik                            | Olio su tela 99 × 82 РЖ 20                                            | Museo d'arte della Ciuvascia, Čeboksary                        |
| 1917       |                                                           | Belenie cholsta                                               | Olio su tela 142 × 175,5 Инв.4416                                     | Galleria Tret'jakov, Mosca                                     |
| 1919       |                                                           | Mal'čiki v matrossich tel'njaškach                            | Olio su tela 81 × 60 Ж-1231                                           | Galleria Tret'jakov, Mosca                                     |
| Anni 1920  |                                                           | Katjuša na odejale                                            | >Olio su tela 58 × 120 ПДМП 1323-ж                                    | Museo statale, Peterhof, San Pietroburgo                       |
| 1920       |                                                           | Na terrase v Char'kove                                        | Olio su tela 110 × 75 Ж-795                                           | Museo statale d'arte, Novosibirsk                              |
| 1920       |                                                           | Portret archeologa E. A. Nikol'skoj                           | Olio su tela 74 × 62 Ж-1571                                           | Museo regionale d'arte, Ul'janovsk                             |
| 1921       |                                                           | Avtoportret s dočer'mi                                        | Olio su tela 90 × 62 Ж-151                                            | Museo statale di storia, architettura e arte, Rybinsk          |
| 1921       |                                                           | Portret Sergej Rostislavoviča Ėrnsta                          | >Olio su tela 81 × 72 Ж — 1412                                        | Museo statale d'arte, Nižnij Novgorod                          |
| 1921       |                                                           | Vid na Petropavlovskuju krepost'                              | Tempera, cartone, legno e vetro 46,5 × 58,5 66,5 × 77,5 45 × 57 ЖТ-48 | Museo memoriale statale di Mendeleev e Blok, Solnečnogorsk     |
| 1922       |                                                           | V baletnoj ubornoj                                            | Olio su tela 101 × 103 Ж-796                                          | Museo statale d'arte, Novosibirsk                              |
| 1922       |                                                           | Avtoportret                                                   | Olio su tela 69 × 57 Ж-6708                                           | Museo russo, San Pietroburgo                                   |
| 1922       |                                                           | Portret S. Ėrnsta                                             | Tempera su carta 57 × 45 ЖС-1286                                      | Museo russo, San Pietroburgo                                   |
| 1922       |                                                           | Avtoportret                                                   | Pastello su cartone 65 × 48 Ж-6681                                    | Museo russo, San Pietroburgo                                   |
| 1922       |                                                           | Cerkov' Ekaterininskogo dvorca                                | Pastello e tecnica mista su cartone 59,2 × 47,0                       | Carskoe Selo, San Pietroburgo                                  |
| 1922       | Avtoportret                                               |                                                               | Pastello e tecnica mista su cartone 59,2 × 47,0                       | Carskoe Selo, San Pietroburgo                                  |
| 1924       |                                                           | V baletnoj ubornoj                                            | Olio su tela 92,5 × 93 ПДМБ 175-ж                                     | Museo statale, Peterhof, San Pietroburgo                       |
| 1924       |                                                           | Na kuchne. Portret Kati                                       | Olio su tela 78,5 × 61,3 Ж-94                                         | Museo di belle arti, Nižnij Tagil                              |
| 1924       |                                                           | Baletnaja ubornaja (Balet P. I. Čajkovskogo "Lebednoe ozero") | Olio su tela 90 × 54 Ж-1232                                           | Galleria Tret'jakov, Mosca                                     |
| 1924       |                                                           | Devočki-sil'fidy (Balet "Šopeniana")                          | Olio su tela 82 × 103 Ж-1233                                          | Galleria Tret'jakov, Mosca                                     |
| 1925       |                                                           | Avtoportret v palitroj                                        | Olio su tela 70,5 × 60,5 ОЖ 1039                                      | Museo statale del teatro e della musica, San Pietroburgo       |
| 1927       |                                                           | Portret devuški v sinem                                       | Pastello su carta 61,5 × 46,5 ЖС-436                                  | Museo russo, San Pietroburgo                                   |
| 1929       |                                                           | Al'pijskij pejzaž. Kastellan                                  | Tempera su carta 45 × 60,3 ЖС-1285                                    | Museo russo, San Pietroburgo                                   |
| 1929       |                                                           | Okrestnosti Kastellana                                        | Tempera su carta 45 × 60 ПДМБ 67-ж                                    | Museo statale, Peterhof, San Pietroburgo                       |
| Anni 1930  |                                                           | Avtoportret                                                   | Olio su tela duplicata 59,8 × 44,9 ЖВ-67                              | Museo statale d'arte, Jurga                                    |
| 1930       |                                                           | Zapletajuščaka kosu                                           | Olio su tela 83 × 63 Ж-1579                                           | Museo regionale d'arte, Ul'janovsk                             |
| 1930       |                                                           | Okrestnosti Mentony                                           | Guazzo e tempera su carta 48 × 62 ПДМБ 139-ж                          | Museo statale, Peterhof, San Pietroburgo                       |
| 1930       |                                                           | Kollur. Rybackij port                                         | Guazzo vernice e tempera su carta 40 × 62 ПДМБ 138-ж                  | Museo statale, Peterhof, San Pietroburgo                       |
| 1930       |                                                           | Ljuksemburgskij sad                                           | Olio su cartone 47 × 58 Ж 928                                         | Museo di Belle Arti, Tula                                      |
| 1932       |                                                           | V okrestnostjach Budžiano (Budžiano)                          | >Vernice e tempera su carta 46.5 × 62.4 Ж-470                         | Museo d'arte, Novokuzneck                                      |
| 1935       |                                                           | Portret Eleny Aleksandrovny Benua-Braslavskoj                 | Olio su carta 63 × 48 ПДМБ 146-ж                                      | Museo statale, Peterhof, San Pietroburgo                       |
| 1936       |                                                           | Portret Ekateriny Borisovny Serebrjakovoj                     | Olio e guazzo su carta 60,5 × 47 ПДМБ 140-ж                           | Museo statale, Peterhof, San Pietroburgo                       |
| 1937       |                                                           | Natjurmort s korzinoj                                         | Olio su tela 65 × 81 ПДМБ 66-ж                                        | Museo statale, Peterhof, San Pietroburgo                       |
| 1938       |                                                           | Portret Aleksandra Borisoviča Serebrjakova                    | Olio su carta 63 × 48 ПДМБ 142-ж                                      | Museo statale, Peterhof, San Pietroburgo                       |
| 1938       |                                                           | Portret Anny Aleksandrovny Čerkesovoj                         | Olio su tela 73,5 × 60 ПДМБ 80-ж                                      | Museo statale, Peterhof, San Pietroburgo                       |
| 1939       |                                                           | Portret Aleksandra Jur'eviča Čerkesova                        | Olio e tempera su carta 63 × 47,5 ПДМБ 144-ж                          | Museo statale, Peterhof, San Pietroburgo                       |
| 1940       |                                                           | Obnažënnaja s knigoj                                          | Olio su tela 75 × 60 Ж 0687                                           | Museo di belle arti, Kaluga                                    |
| 1940       |                                                           | Portret Efima Izraileviča Šapiro                              | Olio e sanguigna su carta 63,2 × 47,8 ПДМБ 141-ж                      | Museo statale, Peterhof, San Pietroburgo                       |
| 1943       |                                                           | Portret Iriny Zakolodkinoj                                    | Olio su carta 61.4 × 46.8 Ж-469                                       | Museo d'arte, Novokuzneck                                      |
| 1946       |                                                           | Avtoportret                                                   | Olio su carta 63,5 × 48 Ж-7543                                        | Museo russo, San Pietroburgo                                   |
| 1947       |                                                           | Portret Lukomskoj C. M., uroždennoj Dragomirovoj              | >Olio e tempera su carta 60,5 × 46 Ж 0688                             | Museo di belle arti, Kaluga                                    |
| 1956       |                                                           | Avtoportret                                                   | >Olio su tela 63,5 × 54,5 Ж 917                                       | Museo di Belle Arti, Tula                                      |
| 1961       |                                                           | Portret. Lifar' S. M.                                         | Olio su carta 61 × 46,3 75,4 × 60,1 Ж 380                             | Museo Bachruškin, Mosca                                        |
| 1967       |                                                           | Portret Evgenija Borisoviča Serebrjakova                      | Olio e tempera su carta 63 × 46,3 ПДМБ 178-ж                          | Museo statale, Peterhof, San Pietroburgo                       |
| 1967       |                                                           | Portret V. A. Puškarëva                                       | Olio su carta 63 × 47,5 ЖС-1178                                       | Museo russo, San Pietroburgo                                   |
| Senza data |                                                           | Kust                                                          | Tempera su carta 9,7 × 6,5 ПДМБ 136-ж                                 | Museo statale, Peterhof, San Pietroburgo                       |
| Senza data |                                                           | Ulica                                                         | Tempera e biacca su carta 15,7 × 23,8 ПДМБ 130-ж                      | Museo statale, Peterhof, San Pietroburgo                       |
| Senza data |                                                           | Sobaki                                                        | Tempera su carta 19,7 × 27,5 ПДМБ 124-ж                               | Museo statale, Peterhof, San Pietroburgo                       |
| Senza data |                                                           | Deti za stolom                                                | Tempera su carta 14,1 × 15,6 ПДМБ 126-ж                               | Museo statale, Peterhof, San Pietroburgo                       |
| Senza data |                                                           | Kreščenie                                                     | Tempera su carta 19,3 × 21,8 ПДМБ 123-ж                               | Museo statale, Peterhof, San Pietroburgo                       |
| Senza data |                                                           | Spljaščij rebënok                                             | Tempera su carta 16,4 × 22 ПДМБ 120-ж                                 | Museo statale, Peterhof, San Pietroburgo                       |
| Senza data |                                                           | Avtoportret za rabotoj                                        | Tempera e biacca su carta 23,3 × 27,6 ПДМБ 127-ж                      | Museo statale, Peterhof, San Pietroburgo                       |
| Senza data |                                                           | Ulica s prochožimi                                            | Tempera e biacca su carta 24 × 17,7 ПДМБ 132-ж                        | Museo statale, Peterhof, San Pietroburgo                       |
| Senza data |                                                           | Tri ženščiny                                                  | Tempera e biacca su carta 17,8 × 15 ПДМБ 131-ж                        | Museo statale, Peterhof, San Pietroburgo                       |
| Senza data |                                                           | Pod snegopadom                                                | Tempera e biacca su carta 8,9 × 18,5 ПДМБ 134-ж                       | Museo statale, Peterhof, San Pietroburgo                       |
| Senza data |                                                           | Molodoj syč                                                   | Tempera, biacca e matita su carta 14,0 × 17,1 ПДМБ 121-ж              | Museo statale, Peterhof, San Pietroburgo                       |
| Senza data |                                                           | Golova rebënka                                                | Tempera e biacca su carta 7,5 × 8,7 ПДМБ 128-ж                        | Museo statale, Peterhof, San Pietroburgo                       |
| Senza data |                                                           | Ženskaja golovka                                              | Tempera su carta 30,3х24,2 Ж-646                                      | Museo regionale d'arte intitolato a F. A. Kovalenko, Krasnodar |
| Senza data |                                                           | Izvozčik i prochožij                                          | Tempera e biacca su carta 21 × 17 ПДМБ 129-ж                          | Museo statale, Peterhof, San Pietroburgo                       |
| Senza data |                                                           | Koljaska v lošad'                                             | Tempera e biacca su carta 23,9 × 31,9 ПДМБ 133-ж                      | Museo statale, Peterhof, San Pietroburgo                       |
| Senza data |                                                           | Avtoportret                                                   | Tempera e biacca su carta 15,3 × 15,5 ПДМБ 119-ж                      | Museo statale, Peterhof, San Pietroburgo                       |